# Sason andamanicum
Sason andamanicum is een spinnensoort uit de familie Barychelidae. De soort komt voor in Andamanen.